# Jacques Feschotte
Jacques Feschotte est un homme de lettres, musicologue et critique musical français né à Meaux le 8 octobre 1894 et mort à Neuilly-sur-Seine le 21 avril 1966.

## Biographie
Jacques Feschotte est né le 8 octobre 1894 à Meaux dans un milieu érudit. Son père, Henri Feschotte, professeur du collège de Meaux à sa naissance, obtient la Légion d'honneur en 1925 en tant que principal du collège de Saint-Germain-en-Laye.
Jacques Feschotte a été préfet des Côtes-du-Nord de 1940 à 1943. Il a été décoré de l'ordre de la Francisque.
Il a aussi été directeur général de l'Ecole normale de musique de Paris, ainsi que conférencier et chroniqueur.
Il a entretenu une correspondance avec un certain nombre de musiciens reconnus, comme Francis Poulenc, Guy Ropartz, Alfred Cortot et la chanteuse Marie Dubas.
Il a écrit un grand nombre d'ouvrages sur la musique, ainsi qu'une biographie d'Albert Schweitzer.

## Ouvrages
- Les Voix de la Patrie, Stock, 1918.
- La Vie fervente, poèmes, Stock, 1919.
- Adieu à Metz, Impression lorraine, 1923.
- Six enfantines, Jean Jobert, 1928.
- Ronde à trois voix (sopranos, mezzo-soprano, contraltos), Jean Jobert, 1928
- Vers la clarté, Éditions de la Table ronde, 1942.
- Bruno Walter, Revue musicale, 1946.
- Les hauts lieux de la musique, Istra, 1950.
- Hector Berlioz, Éditions du Vieux-Colombier, 1951.
- Vincent d'Indy criticophobe, Revue internationale de musique, 1951.
- Albert Schweitzer, Editions Universitaires, 1952.
- Musique et poésie, Société française de diffusion musicale et artistique, 1953.
- Mozart à Strasbourg, 1956.
- Jacques Ibert, Ventadour, 1958.
- Joseph Morpain, Ecole normale de musique, 1961.
- Pour une sociologie de la musique, Semaines musicales internationales de Paris , 1962.
- Musique et verbe de Wilhelm Furtwangler, traduction, 1963.
- Histoire du music-hall, PUF, 1965.
- Parsifal, 1966.
- Arthur Honegger, Seghers, 1966.
- Ce géant, Fédor Chaliapine, La table ronde, 1968.
- Das Rheingold, Verlag der Festspielleitung, 1968.
- Musiciens d'Europe, dirigé par Paul-Gilbert Langevin, contribution, 1986.

## Correspondance
- Correspondance de Francis Poulenc avec Jacques Feschotte.
- Correspondance de Marie Dubas avec Jacques Feschotte.
- Correspondance de Guy Ropartz avec Jacques Feschotte.
- Correspondance d'Alfred Cortot avec Jacques Feschotte.